# Adam Wiśniewski (Radsportler)
Adam Wiśniewski war ein polnischer Radrennfahrer.

## Sportliche Laufbahn
Wiśniewski war im Straßenradsport aktiv. Zwischen 1954 und 1958 gewann er acht Etappen in der Polen-Rundfahrt. 1954 und 1955 beendete er dieses Etappenrennen auf dem dritten Rang. Im Rennen Dookola Mazowsza 1957 holte er einen Etappensieg. 1958 gewann er die erste Austragung des Puchar Ministra Obrony Narodowej vor Marian Więckowski. 1948 startete er Einzelfahrer in der Internationalen Friedensfahrt auf dem Kurs von Prag nach Warschau. Er beendete die Rundfahrt nicht.